# Vodstvo Česka
V České republice tvoří vodní plochy asi 2 % celkové rozlohy.

## Úmoří
Přes území České republiky prochází hlavní evropské rozvodí, které ho rozděluje na 3 úmoří – Severního, Černého a Baltského moře. Jejich trojmezí se nachází na hoře Klepáč v masivu Králického Sněžníku. Každé úmoří lze dále dělit na povodí jednotlivých řek.

### Úmoří Severního moře
Toto úmoří je ze všech největší. Zabírá asi 65 % rozlohy, což je téměř 50 000 km2. Pokrývá naprostou většinu Čech a nepatrnou část Moravy. Nejdůležitější řekou je Labe, která jako jediná odvádí vodu z celého tohoto území. Jejími nejdůležitějšími přítoky jsou Vltava (nejdelší řeka ČR), Ohře, Jizera, Orlice, Úpa a Metuje.

### Úmoří Černého moře
Nachází se z většiny na Moravě a zabírá 25 % rozlohy ČR. Malé kousky se nachází i v Čechách, konkrétně na Šumavě, odkud voda z jihozápadních svahů odtéká do Dunaje. V Beskydech se pak nachází malá území, odkud odvádí vodu slovenská řeka Váh. Z části Vizovické vrchoviny a části Bílých Karpat odvádí vodu Vlára, která se na Slovensku vlévá také do Váhu. Nejdůležitější řekou tohoto úmoří na území České republiky je Morava, jejímiž nejdůležitějšími přítoky jsou Desná, Třebovka, Haná, Bečva a Dyje.

### Úmoří Baltského moře
Je nejmenším úmořím v ČR. Pokrývá téměř výhradně Slezsko, spadá do něj ale i povodí řeky Nisy, která se nachází v Severních Čechách. Jeho rozloha činí asi 10 % ČR, z čehož 8,5 % je povodí řeky Odry a 1,5 % Nisy. Z území České republiky odvádí vodu do Baltského moře řeka Odra a její přítoky Opava, Ostravice, Olše či Nisa (která se ale do Odry nevlévá na území České republiky).

## Vodní toky

### Nejdůležitější vodní toky
Labe, nejmohutnější česká řeka (největší průměrný průtok 312,5 metrů krychlových za sekundu), pramení v Krkonoších a území ČR opouští v severních Čechách do Německa. Významnými přítoky Labe jsou od pramene: Úpa, Metuje, Orlice (Tichá a Divoká), Chrudimka, Cidlina, Jizera, Vltava, Ohře, Bílina, Ploučnice.
Vltava jako největší přítok Labe je zároveň nejdelší řekou na území ČR (430 km). Vzniká na Šumavě soutokem Teplé a Studené Vltavy. Jejími největšími přítoky jsou Malše, Lužnice, Otava, Sázava a Berounka.
Berounka jako největší přítok Vltavy vzniká v Plzni soutokem Mže a Radbuzy. Nejvýznamnějšími přítoky Berounky jsou Střela a Litavka.
Ohře, ačkoli je jedním z přítoků Labe, má zřízenu vlastní správu povodí. Pramení v Německu (německy se nazývá Eger), a jejími nejvýznamnějšími přítoky jsou Svatava a Teplá.
Sázava pramení na Českomoravské vrchovině nedaleko Žďáru nad Sázavou. Je to vodácky asi nejznámější a nejvyhledávanější řeka.
Morava je se 297 km třetí nejdelší řekou ČR. Pramení v Jeseníkách a území ČR opouští na trojmezí hranic Česka, Slovenska a Rakouska. Poté teče po hranici Slovenska a Rakouska a u Devína nedaleko Bratislavy se vlévá do Dunaje.
Dyje (největší přítok Moravy) pramení na česko-moravském pomezí a protéká podél česko-rakouské hranice. Dyje teče také zčásti Rakouskem (německy se nazývá Thaya). Významným přítokem je Svratka.
Svratka (přítok Dyje) odvodňuje velkou část Moravy a pramení na Českomoravské vrchovině. Největšími přítoky jsou Svitava a Jihlava.
Odra pramení v Oderských vrších a odvodňuje hlavně území severní Moravy a Slezska a poté opouští území ČR u Ostravy do Polska. Významnými přítoky jsou Moravice, Opava, Ostravice, Olše.

### Vodopády
V České republice se vyskytují vodopády. Nejvyšším je Pančavský vodopád v Krkonoších, vysoký skoro 150 metrů. Vodopádem s největším průtokem je Vodopád Ostravice na řece Ostravice s průtokem 3400 l/s a na druhém místě Jizerský vodopád na řece Jizeře s průtokem 2600 l/s.

## Přehrady
Přehrady v České republice lze rozdělit dle účelu do několika kategorií:
- hydroenergetické
- ochranné
- závlahové

### Rekordy přehrad
- rozlohou největší: Lipno (4909,76 ha[3])
- nejobjemnější: Orlík (716 500 000 m³[3])
- nejhlubší: Dalešice (100 m[3])

### Vltavská kaskáda
Vltavská kaskáda je dosud největším projektem stavby přehrad v ČR. Sestává z 9 přehrad – Lipna 1 a Lipna 2, Hněvkovic, Kořenska, Orlíku, Kamýku, Slap, Štěchovic a Vraného. Byla vybudována za dvěma účely. První je hydroenergetický. Každá přehrada obsahuje turbínu na výrobu elektřiny. Druhým účelem je ochrana hlavního města Prahy před velkou vodou. Při správné koordinaci průtoku přehrad lze docílit výrazného snížení zdvihu hladiny řeky Vltavy. Na žádné jiné řece v ČR neexistuje podobná soustava přehradních nádrží.

## Jezera
V ČR se nachází pouze několik málo přírodních jezer, z nichž 5 je ledovcového původu, 1 původu sesuvového a několik dalších je rašelinných a krasových. Dále však existuje velké množství jezer umělých.

### Jezera ledovcového původu
Nacházejí se výhradně na Šumavě a je jich 5 – Černé, Čertovo, Plešné, Prášilské a Laka (v sestupném pořadí dle velikosti).

### Jezero sesuvového původu
Odlezelské jezero vzniknuvší sesuvem půdy je nejmladším jezerem v ČR. Vzniklo roku 1872 podmáčením a následným sesuvem svahu nedaleko vsi Odlezly na severu Plzeňského kraje.

### Rašelinná jezírka
Několik jezírek tohoto původu se nachází na Šumavě. Příkladem může být jezero Chalupské, nedaleko obce Borová Lada, které je s rozlohou 1,3 ha největším z nich. Nebo také jezírko na Tříjezerní slati u Modravy a Jezerní slati u Kvildy. Na Šumavě je však těchto jezírek k nalezení nepřeberné množství.

### Krasová jezírka
Krasová jezírka vznikají krasovými jevy jako jsou škrapy či závrty. Takováto jezírka se nachází v Hranické propasti, v Macoše (zde v počtu 2) a v Bozkovské jeskyni (je zcela v podzemí).

### Umělá jezera
V dnešní době (začátek 21. století) se jako jezera označují i uměle vytvořené vodní plochy jako např. zatopené pískovny, lomy a doly (tzv. rekultivační jezera).

## Rybníky
Rybník je vodohospodářská stavba typu umělé vodní nádrže určené především k chovu ryb, vodní drůbeže a obecně plní i funkci přirozeného zadržování (retence) vody v krajině. Největší koncentrace rybníků je v Jižních Čechách v Třeboňské a Českobudějovické pánvi, a to díky jejich rovinatosti. Největším rybníkem v ČR je Rožmberk severně od Třeboně vybudovaný Jakubem Krčínem z Jelčan na řece Lužnici. Dalšími rybníky, které jsou v žebříčku velikosti u vrcholu jsou Horusický rybník a Bezdrev.

### Rybniční kanály
K rybníkům patří i různé vodní náhony. Nejznámějšími jsou Zlatá stoka a Nová řeka. Zlatou stoku založil Josef Štěpánek Netolický a propojuje rybníky na levém břehu řeky Lužnice. Nová řeka je projektem Jakuba Krčína z Jelčan a umožňuje části vody v řece Lužnici obejít rybník Rožmberk a odvést jí Nežárky.

## Podzemní vody

### Nedostatek podzemních vod v Česku
V roce 2014 bylo zjištěno, že podzemních vod v ČR na mnoha místech ubývá. Není to ale způsobeno nedostatkem srážek,ale jejich nerovnoměrným rozmístěním. Ve východních Čechách napadlo pouze 65-70 % průměru, ale například v Ústeckém kraji téměř 110 % průměru. Největší nedostatek vody ale zažívá Jižní Morava, kde kromě nízkého úhrnu srážek komplikuje situaci i vysoká teplota.